# Said Saif Asaad
Said Saif Asaad (ar. اسعد سعد سيف; ur. jako Angeł Popow bułg. Ангел Попов, 31 maja 1979 w Bułgarii) – katarski sztangista pochodzenia bułgarskiego, brązowy medalista igrzysk olimpijskich i złoty medalista mistrzostw świata.

## Życiorys
Swój pierwszy medal na arenie międzynarodowej wywalczył podczas igrzysk olimpijskich w Sydney w 2000 roku, gdzie zajął trzecie miejsce w wadze ciężkiej. W zawodach tych wyprzedzili go jedynie Irańczyk Hosejn Tawakkoli i Ałan Cagajew z Bułgarii. Na rozgrywanych trzy lata później mistrzostwach świata w Vancouver w tej samej kategorii wagowej zdobył złoty medal. Zwyciężył także podczas igrzysk azjatyckich w Busan w 2002 roku. Brał również udział w igrzyskach olimpijskich w Atenach w 2004 roku, jednak nie ukończył rywalizacji w wadze ciężkiej.